# René Rouquet
René Rouquet est un homme politique français, né le 15 février 1946 à Charenton-le-Pont (Val-de-Marne).

## Biographie
Il est élu député le 16 juin 2002, pour la XIIe législature (2002-2007), dans la 9e circonscription du Val-de-Marne. Il fait partie du groupe socialiste et est maire d'Alfortville de 1988 à 2012.
Il est réélu député en juin 2007 et 2012. Il est réélu maire aux élections municipales de 2008 au premier tour.
Le 2 décembre 2014, il est le seul député du groupe socialiste à voter contre la reconnaissance d'un État palestinien par la France,. Ce vote suscite une polémique car, lors de sa réélection en 2012, il avait promis de « porter les 60 engagements présidentiels de François Hollande pour redresser la France », dont le soutien à « la reconnaissance internationale de l’État palestinien ». 
Le journal Le Parisien annonce dans son édition du 6 mai 2016, que René Rouquet ne briguera pas un nouveau mandat de député, aux élections législatives de 2017.
La Chambre régionale des comptes a publié le 11 septembre 2017 un rapport sur la gestion de la ville d'Alfortville, épinglant René Rouquet et son successeur Luc Carvounas.

## Reconnaissance du génocide arménien de 1915
Il est le rapporteur de la proposition de loi no 925 de la XIe législature, relative à la reconnaissance du génocide arménien de 1915, enregistrée à la présidence de l'Assemblée nationale le 26 mai 1998 et promulguée par Jacques Chirac, alors président de la République, sous le titre de loi n°2001-70 du 29 janvier 2001 relative à la reconnaissance du génocide arménien de 1915. Cette loi reprend une promesse électorale de Lionel Jospin faite pendant la campagne présidentielle de 1995.
René Rouquet est le fondateur et le premier président du groupe d'amitié France-Arménie de l'Assemblée nationale. 
Le 12 juin 2019, il est fait citoyen arménien par Nikol Pachinian, Premier ministre d'Arménie.

## Mandats
- Élu le 21/06/1981 - 01/04/1986: Député de la neuvième circonscription du Val-de-Marne (remplacement d'un député nommé au Gouvernement : Joseph Franceschi)
- Réélu le 16/03/1986 - 14/05/1988 : Député de la neuvième circonscription du Val-de-Marne (remplacement d'un député décédé : Joseph Franceschi)
- 12/06/1988 - 01/04/1993 : Député de la neuvième circonscription du Val-de-Marne
- 12/06/1997 - 20/06/2017 : Député de la neuvième circonscription du Val-de-Marne

### Mandats de sénateur
- 02/10/1995 - 15/10/1997

### Mandats locaux
- 21/03/1971 - 13/03/1977 : Adjoint au Maire d'Alfortville
- 14/03/1977 - 13/03/1983 : Adjoint au Maire d'Alfortville
- 14/03/1983 -16/03/1988 : Adjoint au Maire d'Alfortville
- 17/03/1986 - 22/03/1988 : Membre du conseil régional d'Ile-de-France
- 14/03/1983 - 20/03/1989 : Membre du Conseil municipal d'Alfortville
- 17/03/1988 - 19/03/1989 : Maire d'Alfortville
- 20/03/1989 - 18/06/1995 : Maire d'Alfortville
- 19/06/1995 - 18/03/2001 : Maire d'Alfortville
- 19/03/2001 - Mars 2008 : Maire d'Alfortville
- Mars 2008 - Mars 2012 : Maire d'Alfortville
- Vice-Président de la communauté d'agglomération de la plaine centrale du Val-de-Marne